# 佩特羅利亞 (加利福尼亞州)
佩特羅利亞（英語：Petrolia）是位於美國加利福尼亞州洪堡縣的一個非建制地區。該地的面積和人口皆未知。

## 地理
佩特羅利亞的座標為40°19′31″N 123°17′13″W / 40.32528°N 123.28694°W，而該地的平均海拔高度為37米（即121英尺）。